# Shillong
Shillong es una ciudad de la India, capital del estado de Megalaya.

## Geografía
Se encuentra a una altitud de 1 542 m s. n. m. a 1 997 km de la capital nacional, Nueva Delhi, en la zona horaria UTC +5:30.

## Demografía
Según estimación del 2010, contaba con una población de 141 641 habitantes.